# スウィズ・ビーツ
スウィス・ビーツ（Swizz Beatz、1978年8月30日 - ）は、アメリカ合衆国ニューヨーク州ブロンクス区出身のラッパー、音楽プロデューサーである。

## 人物
1990年代後半に、DMX、Eveらが所属するラフ・ライダーズ専属のプロデューサーとして多数のヒット曲を世に送り出す。キーボードのプリセット音源を多用した、中毒性の高いビートが評判を呼んでいる。2012年、歌手のアリシア・キーズと再婚した。

## ディスコグラフィー
- One Man Band Man (2007) - 全米最高7位、セールス30万枚
- Haute Living (2011)